# Ольсес, Карлос
Карлос Рауль Ольсес Кихада (исп. Carlos Raúl Olses Quijada; род. 21 сентября 2000, Каракас) — венесуэльский футболист, вратарь клуба «Жальгирис».

## Карьера

### «Депортиво Ла Гуайра»
Воспитанник футбольной академии венесуэльского клуба «Фрательса». В 2017 году футболист перебрался в структуру клуба «Депортиво Ла Гуайра». За основную команду венесуэльского клуба футболист дебютировал 28 января 2018 года в матче против клуба «Самора». В феврале 2019 года футболист на правах арендного соглашения присоединился к аргентинскому клубу «Расинг» с последующим правом выкупа за сумму порядка 650 тысяч долларов. В аргентинском клубе футболист выступал за молодёжную команду. В июле 2020 года футболист вернулся назад в «Депортиво Ла Гуайра». Первый матч сыграл 5 декабря 2020 года против клуба «Яракуянос». Вместе с клубом футболист стал победителем чемпионата. В последующих сезонах футболист смог закрепиться в роли основного вратаря венесуэльского клуба. Всего за клуб отличился 25 «сухими» матчами во всех турнирах за 74 встречи.

### «Валмиера»
В феврале 2023 года футболист перешёл в латвийский клуб «Валмиера». Дебютировал за клуб 11 марта 2023 года в матче против клуба РФС. В июле 2023 года футболист вместе с клубом отправился на квалификационные матчи Лиги чемпионов УЕФА. Первый матч в рамках еврокубкового турнира сыграл 11 июля 2023 года против словенской «Олимпии». По итогу ответного матча люблянская «Олимпия» оказалась сильнее и вышла в следующий этап квалификаций, в то время как футболист вместе с литовским клубом выбыл в квалификации Лиги конференций УЕФА. В третьем квалификационном раунде футболист вместе с клубом по сумме матчей уступил албанскому «Партизани» и выбыл из квалификаций еврокубкового турнира. Завершил сезон футболист на итоговом четвёртом месте в чемпионате. В следующем сезоне футболист потерял место основного вратаря, большую часть матчей проведя на скамейке запасных. 

### «Жальгирис»
В феврале 2025 года футболист перешёл в литовский «Жальгирис», подписав контракт до конца сезона. Новый сезон футболист начал с победы за Суперкубок Литвы, где в финале 22 февраля 2025 года победили клуб «Банга», однако сам футболист остался на скамейке запасных. Дебютировал за клуб футболист 3 мая 2025 года в матче литовского чемпионата против клуба «Банга». В июле 2025 года вместе с клубом отправился на квалификации Лиги чемпионов УЕФА, где в ответном матче уступили мальтийскому клубу «Хамрун Спартанс» в серии пенальти. Затем во втором квалификационном раунде Лиги конференций УЕФА вместе с клубом уступили североирландскому «Линфилду», завершив своё выступление на турнире.

## Международная карьера
В конце февраля 2017 года футболист вместе с юношеской сборной Венесуэлы до 17 лет отправился на юношеский чемпионат Южной Америки. Первый матч сыграл 25 февраля 2017 года против сборной Аргентины. На протяжении всего турнира футболист был основным вратарём сборной. В августе 2017 года футболист получил вызов в национальную сборную Венесуэлы для участия в квалификационных матчах чемпионата мира, однако сам футболист на поле так и не вышел.
В июле 2018 года получил вызов в молодёжную сборную Венесуэлы до 20 лет. Дебютировал за сборную 29 июля 2018 года в товарищеском матче против сборной Аргентины. В январе 2019 года футболист вместе со сборной отправился на молодёжный чемпионат Южной Америки. На турнире заняли первое место в группе и вышли в финальный этап, в котором затем заняли последнее пятое место.

## Достижения
«Депортиво Ла Гуайра»
- Чемпион Венесуэлы: 2020

«Жальгирис»
- Суперкубка Литвы: 2025